# Boa atlantica
Boa atlantica ist eine an der brasilianischen Atlantikküste von Caicó im Norden bis zur Ilha Grande im Süden und Ituaçu im Westen vorkommende Art der Boas (Boidae). Die Art wurde erst 2024 als eigenständige, von der Abgottschlange (Boa constrictor) verschiedene Art erkannt, wissenschaftlich beschrieben und nach ihrem ursprünglichen Lebensraum, dem Atlantischen Regenwald, benannt.

## Merkmale
Der bei der Erstbeschreibung untersuchte Holotyp hat eine Länge von 231 Zentimeter, das größte untersuchte Männchen war 240 Zentimeter lang, das größte Weibchen hat eine Länge von 205 Zentimeter. Die Grundfärbung der Schlangen ist auf der Rückenseite hellbraun bis rosabraun. Die Körperseiten sind auf den ersten zwei Dritteln heller als Rücken und meist mehr oder weniger grau gefärbt. Im letzten Drittel des Körpers werden die Flanken zunehmend dunkler mit schwarzbraunen Tönen. Auf dem Rücken befinden sich 17 bis 23 elliptische, doppelovale oder kreisförmige Flecken, die hellbraun bis rosabraun gefärbt und braun umrandet sind. Sie haben eine Länge von 13 bis 28 Schuppen und sind 8 bis 17 Schuppen breit. Diese hellen Flecken werden von dunkelbraunen oder schwarzen meist miteinander verbundenen Sattelflecken umschlossen, die 4 bis 13 Schuppen lang sind. Die Augenflecken an den Flanken sind dunkelrot, bräunlich-orange bis schwarzbraun. Der Bauch ist cremefarben mit einer leicht rosa Tönung und schwarzen Flecken. Die schwarze Flecken werden zum letzten Körperdrittel hin größer und ihre Anzahl nimmt zu. In der Mitte der Kopfoberseite verläuft ein normalerweise durchgehender brauner Längsstreifen ohne seitliche Vorsprünge. Der Schwanz zeigt auf der Oberseite 3 bis 6 braune bis rotbraune Flecken, die schwarz umrandet sind. Die Unterseite des Schwanzes ist cremefarben und braun oder schwarz gefleckt. Boa atlantica hat 13 bis 20 Schuppen rund um das Auge, 18 bis 25 Oberlippenschilde, 225 bis 248 Bauchschuppen und 47 bis 59 (Männchen) bzw. 31 bis 56 (Weibchen) Schuppen an der Schwanzunterseite.

## Lebensraum
Boa atlantica kommt im Atlantischen Regenwald vor, der heute nur noch weniger als 12 % seines ursprünglichen Gebietes bedeckt. Die Schlange ist in ihrem Verbreitungsgebiet allerdings sehr häufig und lebt auch in Sekundärwäldern und auf dem Territorium großer Städte, z. B. in Rio de Janeiro.